# Луїс Палау
Луїс Палау (27 листопада, 1934 — 11 березня, 2021) — аргентинський християнський євангеліст, який жив у районі Портленда в Орегоні , США . Він народився в Аргентині і переїхав до Портленда у віці двадцяти років, щоб вступити на аспірантуру з біблійних досліджень.

## Раннє життя
Луїс Палау-молодший народився 27 листопада 1934 року в Машвіці , Буенос-Айрес, Аргентина.  У нього є п'ять молодших сестер і один брат.  Його батько, керівник будівництва, помер, коли Палау було 10 років. Протягом кількох років після смерті батька через погане фінансове управління родичами Палау, його брати і сестри та його овдовіла мати залишилися майже злиденними. . Палау був змушений залишити навчання в британській школі - інтернаті і почав працювати єдиним постачальником для сім'ї в банку в Кордові, Аргентина .
Палау каже, що він народився заново у віці 12 років, присвятивши своє життя Христу .
Палау вперше почув Біллі Грема по радіо з Портленда, штат Орегон , ще живучи в Аргентині в 1950 році, і черпав у нього натхнення. Пізніше він працював у Грема перекладачем з іспанської мови та євангелістом. У 1970 році Грем вніс початкові гроші для Палау, щоб почати власне служіння, яке він створив за зразком служіння Грема. 
Відтоді Палау провів багато масштабних євангелізаційних фестивалів і зібрань по всьому світу.

## Особисте життя
Одружений із Патріцією Палау. Має 4 дітей:
- Кевін Палау;
- Кіт Палау;
- Ендрю Палау;
- Стівен Палау;

## Хвороба та смерть
17 січня 2018 року Луїс Палау поділився  на YouTube, що у нього рак легенів четвертої стадії .  Наприкінці листопада 2018 року він сказав репортеру Beaverton Valley Times , що його рак «на даний момент стабілізувався».  Однак на початку 2021 року його здоров’я погіршилося, що призвело до госпіталізації в лютому і подальшого рішення припинити лікування. 
11 березня 2021 року Палау помер від раку легенів у своєму будинку в оточенні родини. Йому було 86.

## Присвята
На честь самого євангеліста зняли фільм під назвою "Палау"(2019). Цей фільм розказує про саме життя Палау.